# Flore Gangbo
Flore Gangbo née le 24 novembre 1957, est une femme politique béninoise.

## Biographie
Flore Gangbo est née le 24 novembre 1957 à Porto-Novo. Elle est professeur titulaire de médecine et agrégé de médecine  du CAMES. De 2006 à 2007, pendant la première mandature du président béninois Boni Yayi, elle occupe le poste de ministre de la Santé,,.

## Distinction
Le mercredi 08 octobre 2014, elle est faite commandeur de l'Ordre National du Bénin. Elle est admise à cette distinction conformément au Décret N°2010-159 du 07 mai 2010, portant nominations et promotions à titre exceptionnel et civil dans l'Ordre National du Bénin de certaines personnalités,.